# Provincia di Udine
La provincia di Udine (in friulano Provincie di Udin, in sloveno Pokrajina Videm, in tedesco Provinz Udine) è una "unità non amministrativa" della regione autonoma Friuli-Venezia Giulia con capoluogo Udine. La provincia ha cessato le sue funzioni di ente locale a partire dal 22 aprile 2018, quando fu posta in liquidazione. Attualmente è sede dell'omonimo ente di decentramento regionale, che ne ricalca i confini e ne ha ereditato alcune strutture.
Rimane invece inalterata come circoscrizione delle amministrazioni statali sul territorio ed è classificata dall'Istituto nazionale di statistica come unità territoriale sovracomunale non amministrativa.

## Geografia fisica

### Territorio

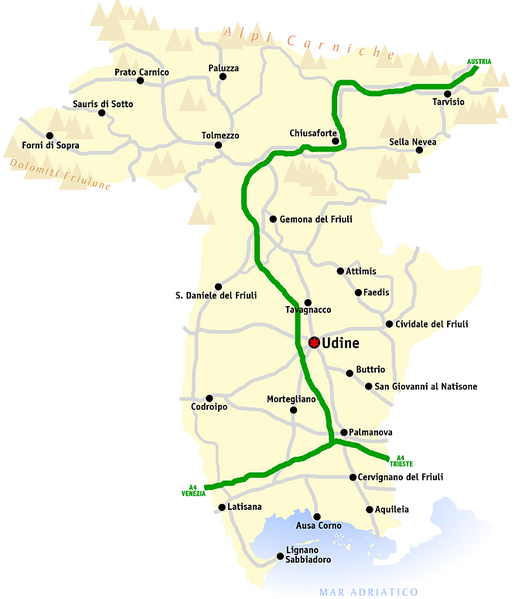
Il territorio della provincia di Udine

La provincia di Udine è di gran lunga la più estesa e popolata delle quattro province della regione, della quale comprende più del 60% della superficie e più del 40% degli abitanti. Confina a nord con l'Austria (Carinzia), a est con la Slovenia (Alta Carniola e Litorale) e con la provincia di Gorizia, a ovest con la provincia di Pordenone e con il Veneto (provincia di Belluno e provincia di Venezia), divise dal corso del fiume Tagliamento. Coi suoi 134 comuni, che vanno dalle Alpi al mare Adriatico, la provincia di Udine risulta essere la prima in regione per maggior numero di enti locali ricompresi al suo interno.
Geograficamente appartiene al Friuli che si suole suddividere nell'ambito del territorio della Provincia di Udine in Alto Friuli, con a nord ovest la piccola regione alpina della Carnia e a nord est il Tarvisiano-Canal del Ferro, Medio Friuli con al centro il capoluogo provinciale e la Bassa friulana a sud.

## Storia
La provincia di Udine venne costituita nel 1866, in seguito all'annessione del Veneto al Regno d'Italia dopo la terza guerra d'indipendenza. Succedeva alla provincia del Friuli esistita nel Regno Lombardo-Veneto.
La provincia era suddivisa nei 4 circondari di Udine, Cividale del Friuli, Pordenone e Tolmezzo. Nel 1923 i mandamenti di Tarvisio, Plezzo, Caporetto, Tolmino, Circhina, Idria (escluso il comune di Caccia, che fu aggregato alla provincia di Trieste), Aidussina, Vipacco, Canale, Gorizia, Cormons, Gradisca, Cervignano (esclusi il comune di Grado, che fu aggregato alla provincia di Trieste, e la località di Isola Morosini, che passò dal comune di Fiumicello al comune di San Canziano) e Comeno (esclusi i comuni di Aurisina, Malchina, San Pelagio e Slivia, che furono aggregati alla provincia di Trieste) furono aggregati alla provincia in seguito alla soppressione della provincia di Gorizia e Gradisca. Contemporaneamente, la provincia di Udine assunse la nuova denominazione di "provincia del Friuli". Nel 1927 fu ricostituita la provincia di Gorizia coi territori che erano stati ceduti alla provincia del Friuli, esclusi i mandamenti di Tarvisio e Cervignano nonché il comune di Chiopris-Viscone, che rimasero sotto Udine. Nel 1940 la provincia del Friuli riassunse la denominazione di "provincia di Udine".
Costituitasi la Repubblica Italiana, nel 1968 dalla provincia di Udine si staccò tutta la parte della cosiddetta Destra Tagliamento, 51 comuni che formarono così la provincia di Pordenone. Nel 1969 ricevette il comune di Forgaria nel Friuli dalla provincia di Pordenone. Dal dicembre 2017 il comune di Sappada passò dalla provincia di Belluno alla provincia di Udine. Nel 1976 la provincia di Udine fu devastata dai terremoti del 6 maggio e del 15 settembre, che provocarono enormi crolli e danni, soprattutto nei comuni più vicini all'epicentro. Molti crolli furono favoriti dall'età avanzata degli edifici, che erano stati risparmiati dalle devastazioni delle guerre mondiali.
Arrivando ai nostri giorni, essendo il territorio provinciale abbastanza vasto e composito, andando da territori montani al mare Adriatico, sono forti le istanze autonomiste soprattutto da parte della Carnia, che vede in Tolmezzo il suo naturale capoluogo. Pertanto nel 2004 si giunse alla proposta della creazione di una provincia regionale, in base alla nuova legislazione sugli enti locali, da sottoporre a referendum popolare consultivo svoltosi domenica 21 marzo 2004. La nuova provincia regionale si sarebbe dovuta chiamare provincia dell'Alto Friuli, derivando dall'unione dei territori della Carnia, del Tarvisiano e del Gemonese. Per ovviare alle diatribe campanilistiche sulla sede del capoluogo, tra Tolmezzo e Gemona del Friuli, si optò per Venzone. Il referendum ebbe esito negativo, in quanto sia il Gemonese sia il Tarvisiano si opposero al distacco dalla provincia di Udine con percentuali elevate (83,3% di no), a differenza della Carnia che invece votò in favore del distacco (71,8% di sì, con l'eccezione del comune di Rigolato, 53,7% di no).
La provincia rimase in funzione come ente amministrativo fino al termine del suo ultimo mandato elettorale il 22 aprile 2018, quando fu posta in liquidazione. Le funzioni della Provincia sono state trasferite alla Regione e ai Comuni.

### Simboli
La bandiera della provincia di Udine era stata concessa con decreto del presidente della Repubblica del 2 ottobre 2006.

## Comuni

Gonfalone della provincia

Appartengono alla provincia di Udine i seguenti 134 comuni:
- Aiello del Friuli
- Amaro
- Ampezzo
- Aquileia
- Arta Terme
- Artegna
- Attimis
- Bagnaria Arsa
- Basiliano
- Bertiolo
- Bicinicco
- Bordano
- Buja
- Buttrio
- Camino al Tagliamento
- Campoformido
- Campolongo Tapogliano
- Carlino
- Cassacco
- Castions di Strada
- Cavazzo Carnico
- Cercivento
- Cervignano del Friuli
- Chiopris-Viscone
- Chiusaforte
- Cividale del Friuli
- Codroipo
- Colloredo di Monte Albano
- Comeglians
- Corno di Rosazzo
- Coseano
- Dignano
- Dogna
- Drenchia
- Enemonzo
- Faedis
- Fagagna
- Fiumicello Villa Vicentina
- Flaibano
- Forgaria nel Friuli
- Forni Avoltri
- Forni di Sopra
- Forni di Sotto
- Gemona del Friuli
- Gonars
- Grimacco
- Latisana
- Lauco
- Lestizza
- Lignano Sabbiadoro
- Lusevera
- Magnano in Riviera
- Majano
- Malborghetto-Valbruna
- Manzano
- Marano Lagunare
- Martignacco
- Mereto di Tomba
- Moggio Udinese
- Moimacco
- Montenars
- Mortegliano
- Moruzzo
- Muzzana del Turgnano
- Nimis
- Osoppo
- Ovaro
- Pagnacco
- Palazzolo dello Stella
- Palmanova
- Paluzza
- Pasian di Prato
- Paularo
- Pavia di Udine
- Pocenia
- Pontebba
- Porpetto
- Povoletto
- Pozzuolo del Friuli
- Pradamano
- Prato Carnico
- Precenicco
- Premariacco
- Preone
- Prepotto
- Pulfero
- Ragogna
- Ravascletto
- Raveo
- Reana del Rojale
- Remanzacco
- Resia
- Resiutta
- Rigolato
- Rive d'Arcano
- Rivignano Teor
- Ronchis
- Ruda
- San Daniele del Friuli
- San Giorgio di Nogaro
- San Giovanni al Natisone
- San Leonardo
- San Pietro al Natisone
- San Vito al Torre
- San Vito di Fagagna
- Santa Maria la Longa
- Sappada
- Sauris
- Savogna
- Sedegliano
- Socchieve
- Stregna
- Sutrio
- Taipana
- Talmassons
- Tarcento
- Tarvisio
- Tavagnacco
- Terzo di Aquileia
- Tolmezzo
- Torreano
- Torviscosa
- Trasaghis
- Treppo Grande
- Treppo Ligosullo
- Tricesimo
- Trivignano Udinese
- Udine
- Varmo
- Venzone
- Verzegnis
- Villa Santina
- Visco
- Zuglio

### Comuni più popolosi
I primi 20 comuni della provincia per numero di abitanti (dati ISTAT al 31 ottobre 2021)
| Pos. | Stemma | Comune di                  | Popolazione (ab) |
| ---- | ------ | -------------------------- | ---------------- |
| 1º   |        | Udine                      | 97 785           |
| 2º   |        | Codroipo                   | 15 877           |
| 3º   |        | Tavagnacco                 | 14 708           |
| 4º   |        | Cervignano del Friuli      | 13 591           |
| 5º   |        | Latisana                   | 13 221           |
| 6º   |        | Cividale del Friuli        | 10 912           |
| 7º   |        | Gemona del Friuli          | 10 564           |
| 8º   |        | Tolmezzo                   | 9 914            |
| 9º   |        | Pasian di Prato            | 9 258            |
| 10º  |        | Tarcento                   | 8 818            |
| 11º  |        | San Daniele del Friuli     | 7 889            |
| 12º  |        | Campoformido               | 7 835            |
| 13º  |        | Tricesimo                  | 7 625            |
| 14º  |        | San Giorgio di Nogaro      | 7 324            |
| 15º  |        | Pozzuolo del Friuli        | 6 922            |
| 16º  |        | Lignano Sabbiadoro         | 6 899            |
| 17º  |        | Martignacco                | 6 872            |
| 18º  |        | Buja                       | 6 322            |
| 19º  |        | Fiumicello Villa Vicentina | 6 283            |
| 20º  |        | Manzano                    | 6 283            |

Il comune più piccolo è Drenchia con 97 abitanti.

## Società

### Lingue e dialetti
Oltre alla lingua italiana, nella provincia di Udine la popolazione utilizza la lingua friulana (nelle varietà friulano carnico e friulano centro-orientale) nella quasi totalità dei comuni, la lingua slovena in alcuni comuni delle zone orientali, e la lingua tedesca in alcuni comuni delle zone settentrionali.
In 124 comuni su 135, vige la legge regionale 18 dicembre 2007, n. 29 "Norme per la tutela, valorizzazione e promozione della
lingua friulana", con la quale la Regione Friuli Venezia Giulia stabilì le denominazioni ufficiali in friulano standard e in friulano locale dei comuni in cui effettivamente si parla il friulano. In 18 comuni su 135 (Slavia friulana e Val Canale) è riconosciuta la lingua slovena.
Il tedesco è parlato in Val Canale (dove convive con il gruppo linguistico friulano e con quello sloveno) e in tre piccole "isole" linguistiche: il comune di Sauris, il comune di Sappada e la frazione di Timau del comune di Paluzza. Mentre in Val Canale e a Timau si parlano dialetti di tipo carinziano, il tedesco parlato a Sauris e Sappada è imparentato con le parlate tirolesi. Dal 1999 il tedesco gode di un livello minimo di tutela.
Sia la lingua slovena che le parlate germanofone sono tutelate dalla legge statale 482/99 al pari della lingua friulana. La lingua slovena è ulteriormente tutelata dalla legge 38/01.
Accanto alle lingue sopra citate, vi sono isole dialettali appartenenti alla lingua veneta: si tratta del dialetto udinese e del maranese, rientranti nei dialetti riconosciuti e tutelati dalla L.R. 17 febbraio 2010 n. 5 come "patrimonio tradizionale della comunità regionale". Dialetti di tipo veneto si erano anche diffusi presso la borghesia urbana di Palmanova, ma a partire dal secondo dopoguerra sono quasi del tutto scomparsi. Gli sloveni sono spesso bilingui e trilingui (sloveno/friulano/italiano) e lo stesso si può dire per i tedeschi di Sauris e Timau (tedesco/friulano/italiano). Nella Val Canale non è raro trovare persone che possono esprimersi correttamente in quattro idiomi: tedesco, italiano, friulano e sloveno.

## Natura
- Parco naturale delle Prealpi Giulie - Resia
- Parco naturale delle Dolomiti Friulane - Forni di Sopra
- Parco naturale comunale del Gran Monte - Monteaperta - Taipana
- Parco intercomunale delle Colline Carniche - Villa Santina
- Riserva naturale del Lago di Cornino - Forgaria nel Friuli
- Riserve naturali regionali delle foci dello Stella e della Valle Canal Novo - Marano Lagunare

## Economia
La provincia di Udine è ai primi posti in Italia nella classifica della qualità della vita, classificandosi nel 2006 al 13º posto (Il Sole 24 Ore).
In provincia operano 49 477 attività produttive (dati 2005), il 24,5% nel settore agricolo, il 12,5% nell'industria, il 14,5% nelle costruzioni, il 28,7% nel commercio e turismo ed il 19,7% nei servizi. La forza lavoro è pari al 64,8% dei residenti, di cui il 96,7% risulta occupata ed il 3,3% in cerca di occupazione.

### Turismo
La provincia di Udine dispone delle spiagge sabbiose di Lignano Sabbiadoro, cittadina che ogni anno ospita migliaia di turisti, specialmente nel periodo estivo.

## Amministrazione

Bandiera della provincia

La provincia di Udine è suddivisa in 135 comuni, sono state altresì create le seguenti unioni di comuni:
- l'Unione dei comuni di Attimis e Faedis[15]
- l'Unione dei comuni di Pocenia e Rivignano Teor
- l'Unione dei comuni di Pulfero, San Pietro al Natisone e Savogna
- l'Unione territoriale intercomunale del Natisone[16].

### Città della provincia di Udine
I comuni della provincia di Udine che sono stati insigniti del titolo di città da parte dello Stato Italiano o istituzioni precedenti sono:
- Udine, città sin dal medioevo, riconosciuta ufficialmente con Pat. I.R. 24 aprile 1815
- Cividale del Friuli, titolo concesso nell'Ottocento dal governo del Regno Lombardo-Veneto
- Tarvisio, con regio decreto del 1928
- Palmanova, con decreto del presidente della Repubblica del 9 luglio 1970
- Tolmezzo, con decreto del presidente della Repubblica del 3 marzo 1998
- Cervignano del Friuli, con decreto del presidente della Repubblica del 19 luglio 1999
- San Daniele del Friuli, con decreto del presidente della Repubblica del 9 settembre 1999

Dal 2003 il titolo di città viene concesso da parte della Regione Friuli-Venezia Giulia con apposita legge regionale, i comuni sono:
- Lignano Sabbiadoro, con decreto del presidente della Regione del 18 marzo 2003
- Gemona del Friuli, con decreto del presidente della Regione del 5 aprile 2004
- Latisana, con decreto del presidente della Regione dell'11 maggio 2004

### Comunità montane
Fino al 2016 sul territorio provinciale operavano 3 comunità montane:
| Comunità montana                                            | Sedi                        | Comuni |
| Comunità montana della Carnia                               | Tolmezzo                    | 28     |
| Comunità montana del Gemonese, Canal del Ferro e Val Canale | Pontebba, Gemona del Friuli | 15     |
| Comunità montana del Torre, Natisone e Collio               | San Pietro al Natisone      | 24     |

## Galleria d'immagini

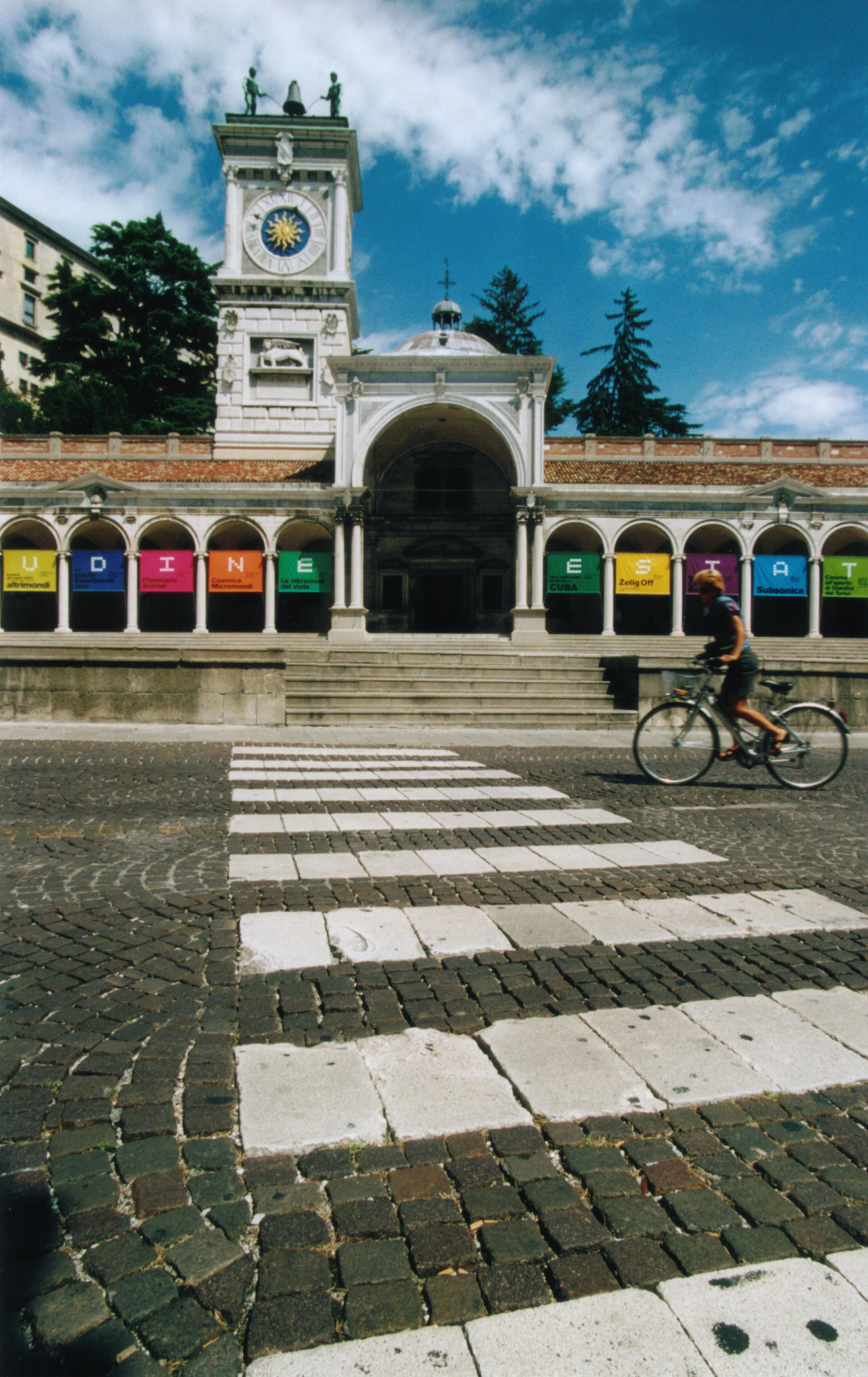
Udine
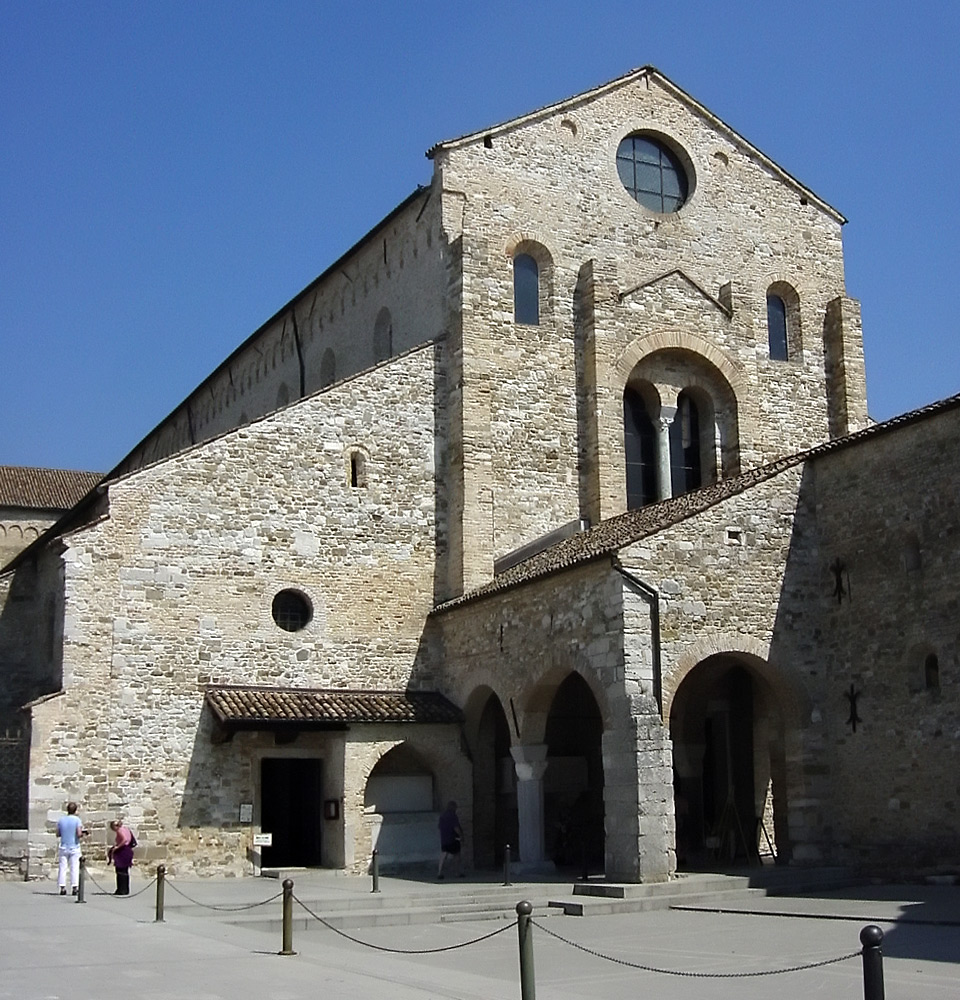
Aquileia
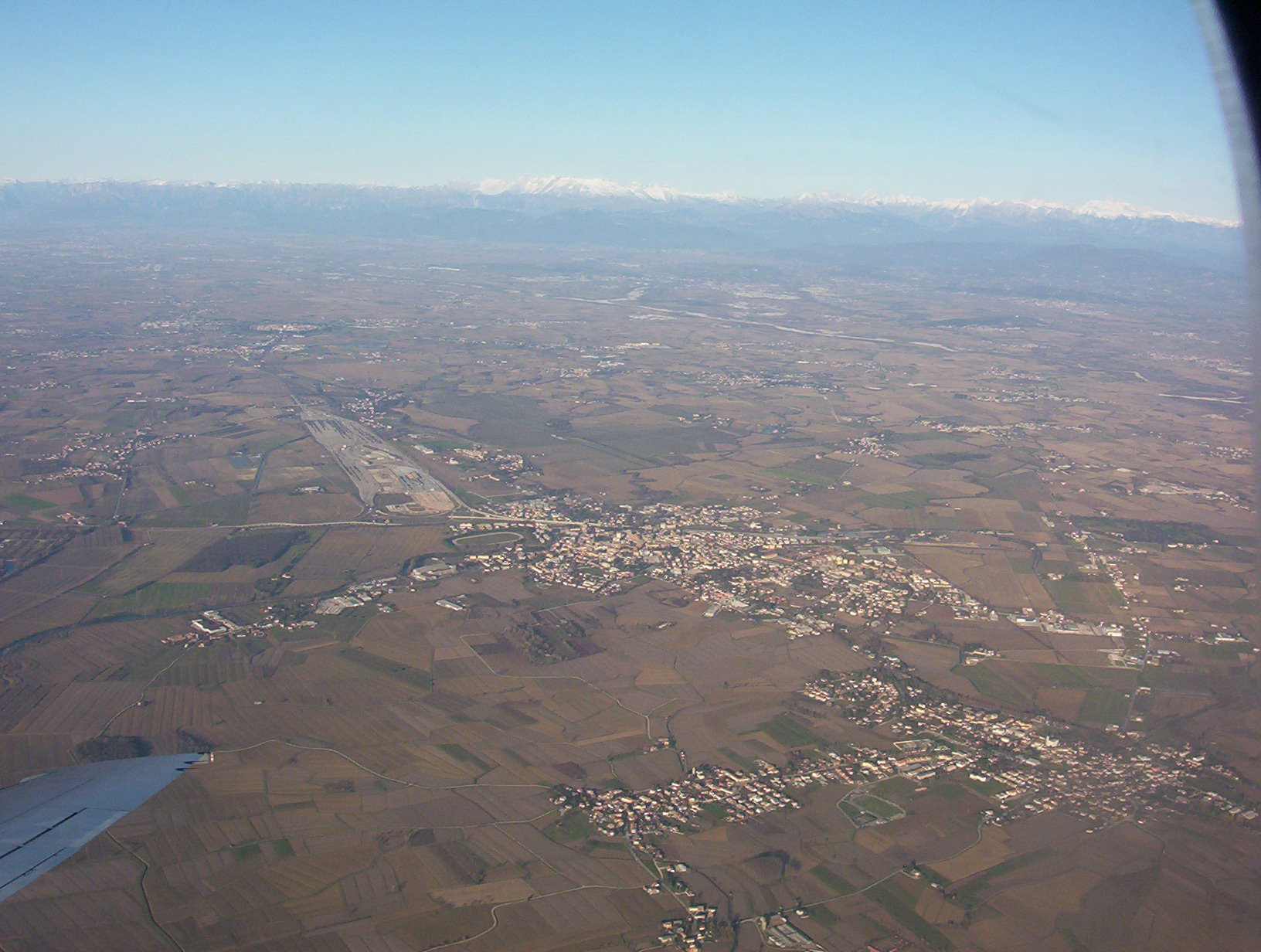
Cervignano del Friuli
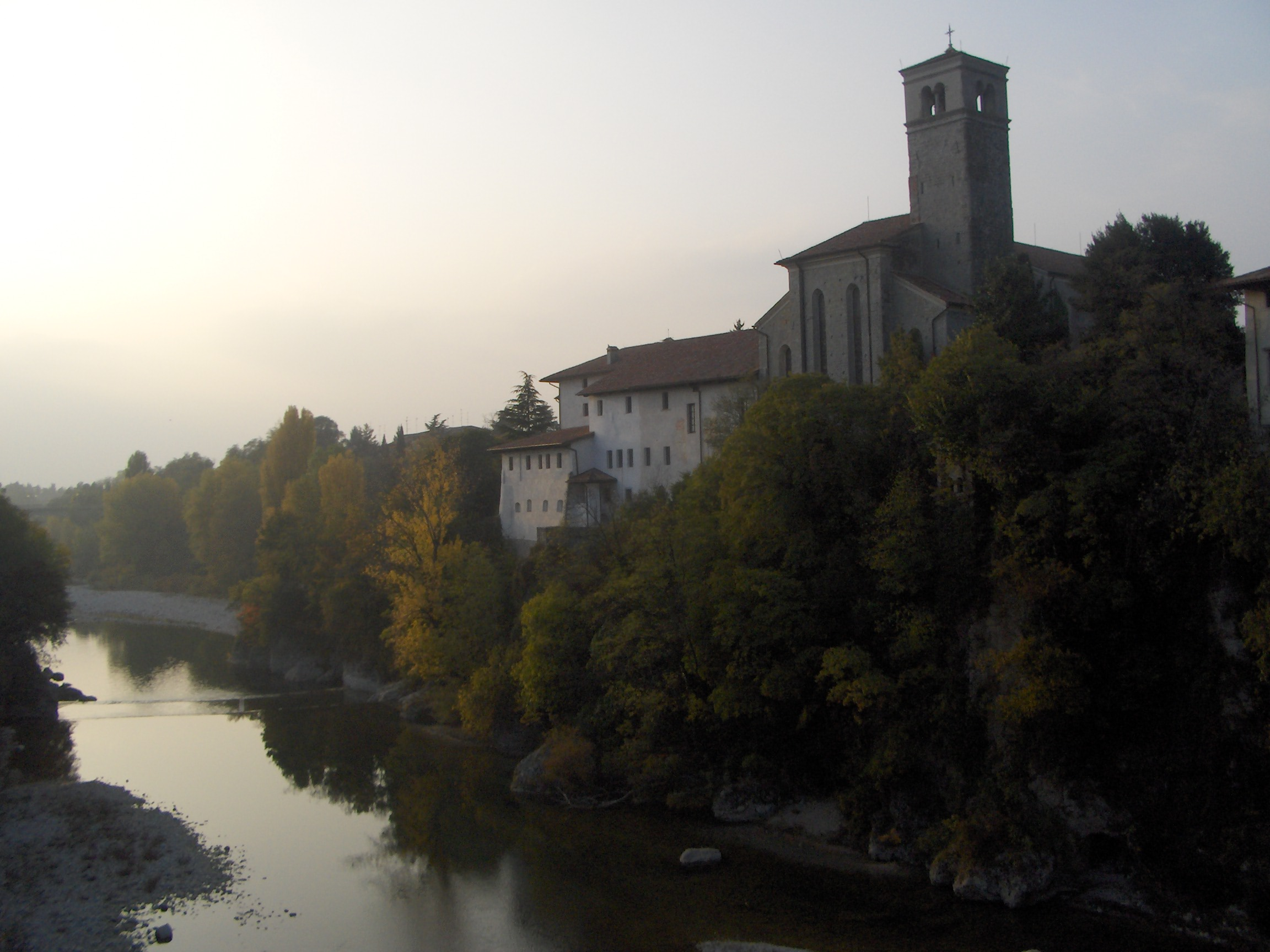
Cividale del Friuli
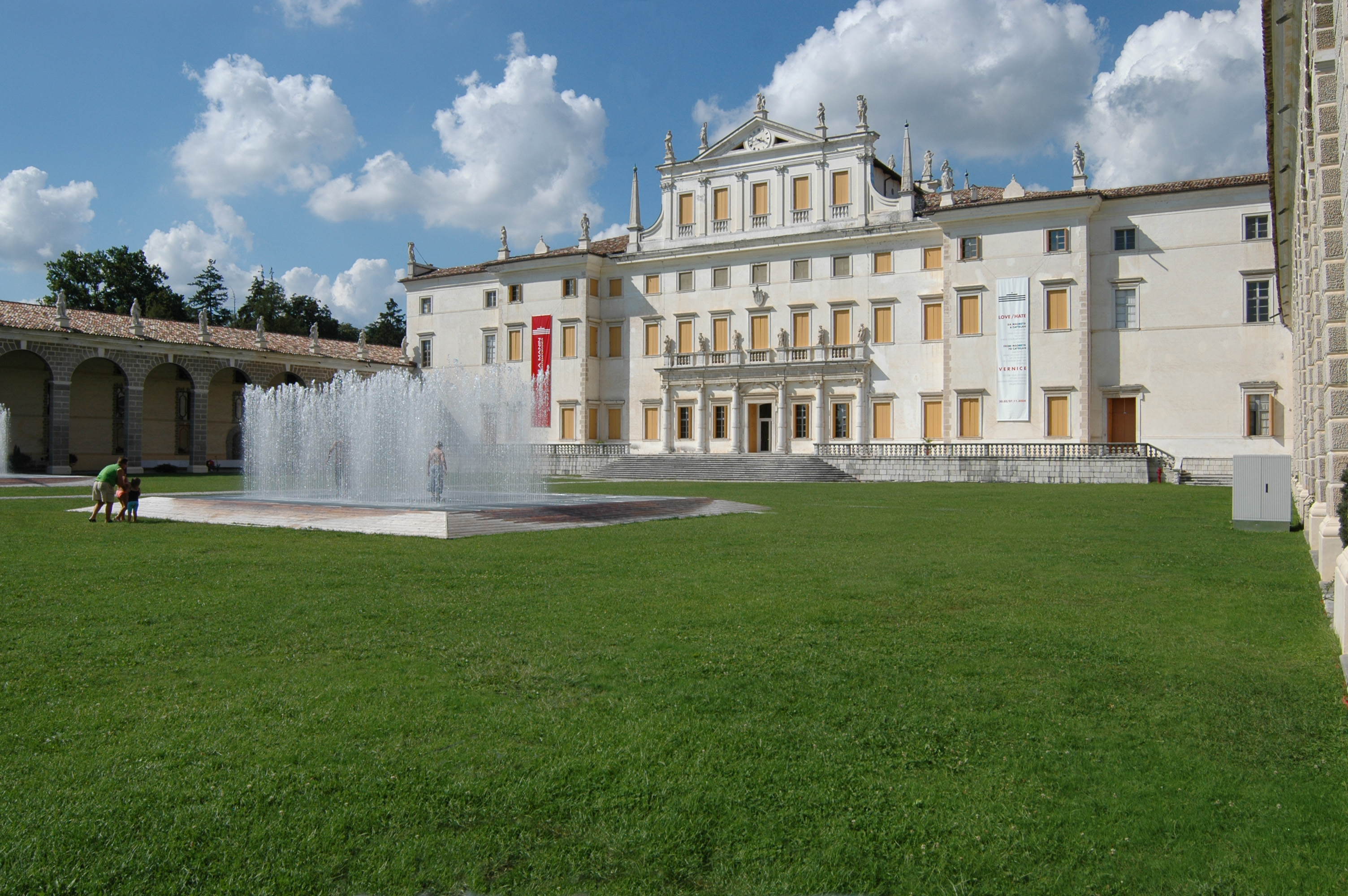
Villa Manin (Codroipo)
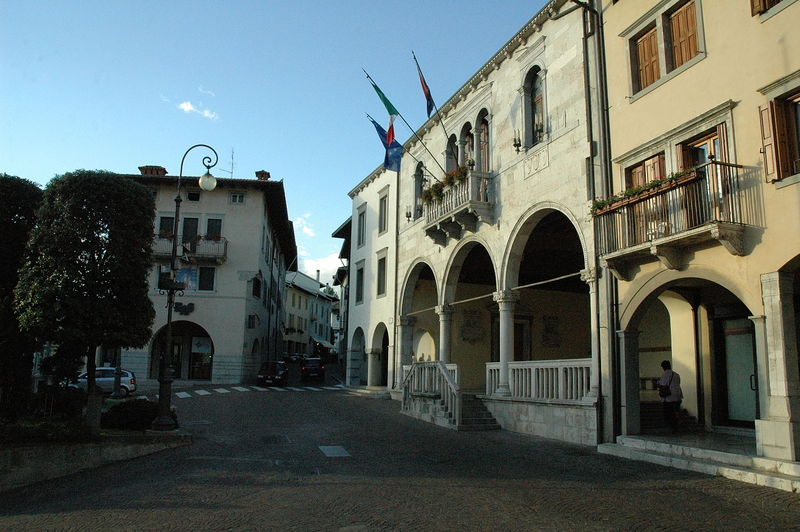
Gemona del Friuli
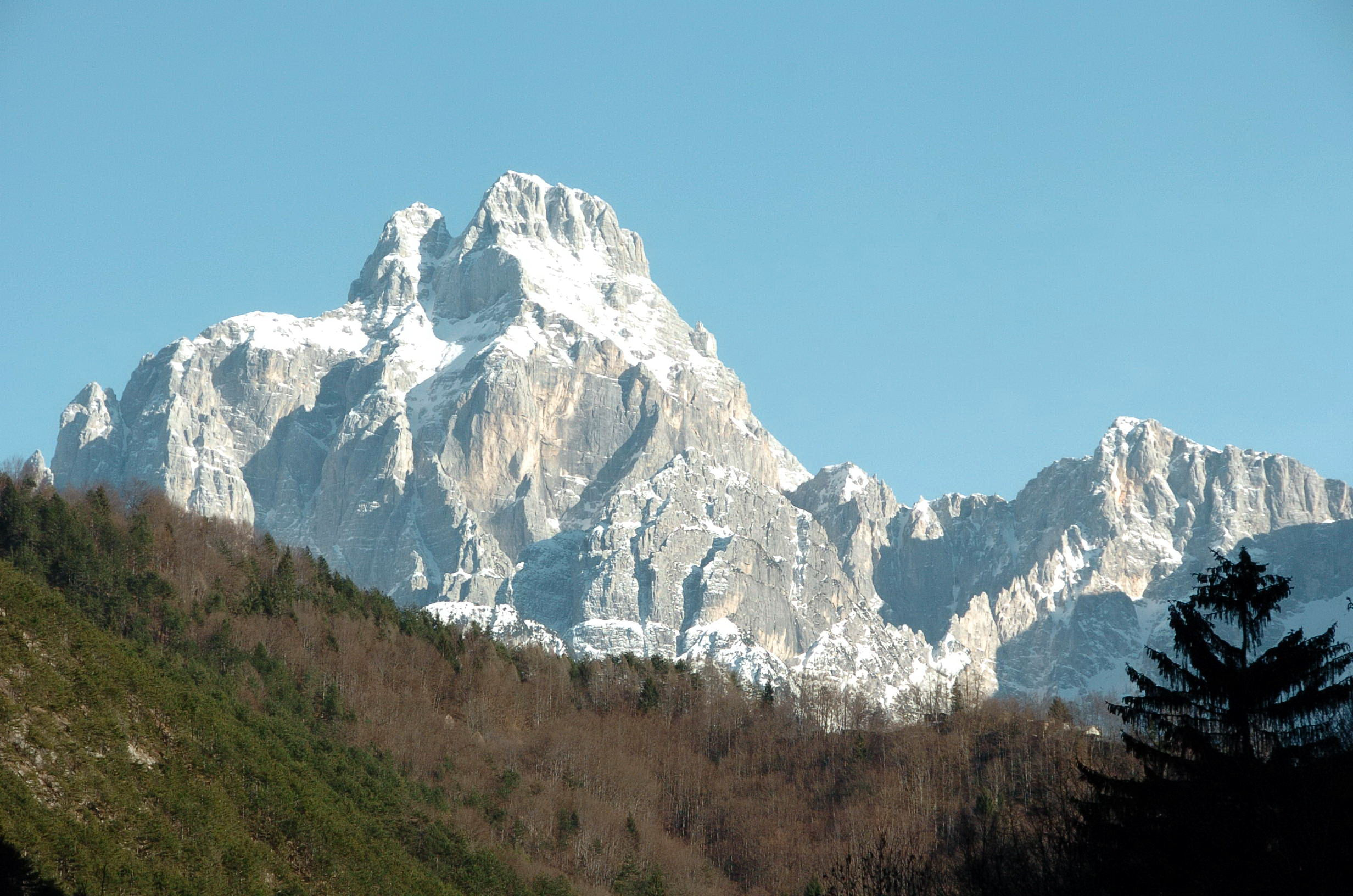
Jôf di Montasio
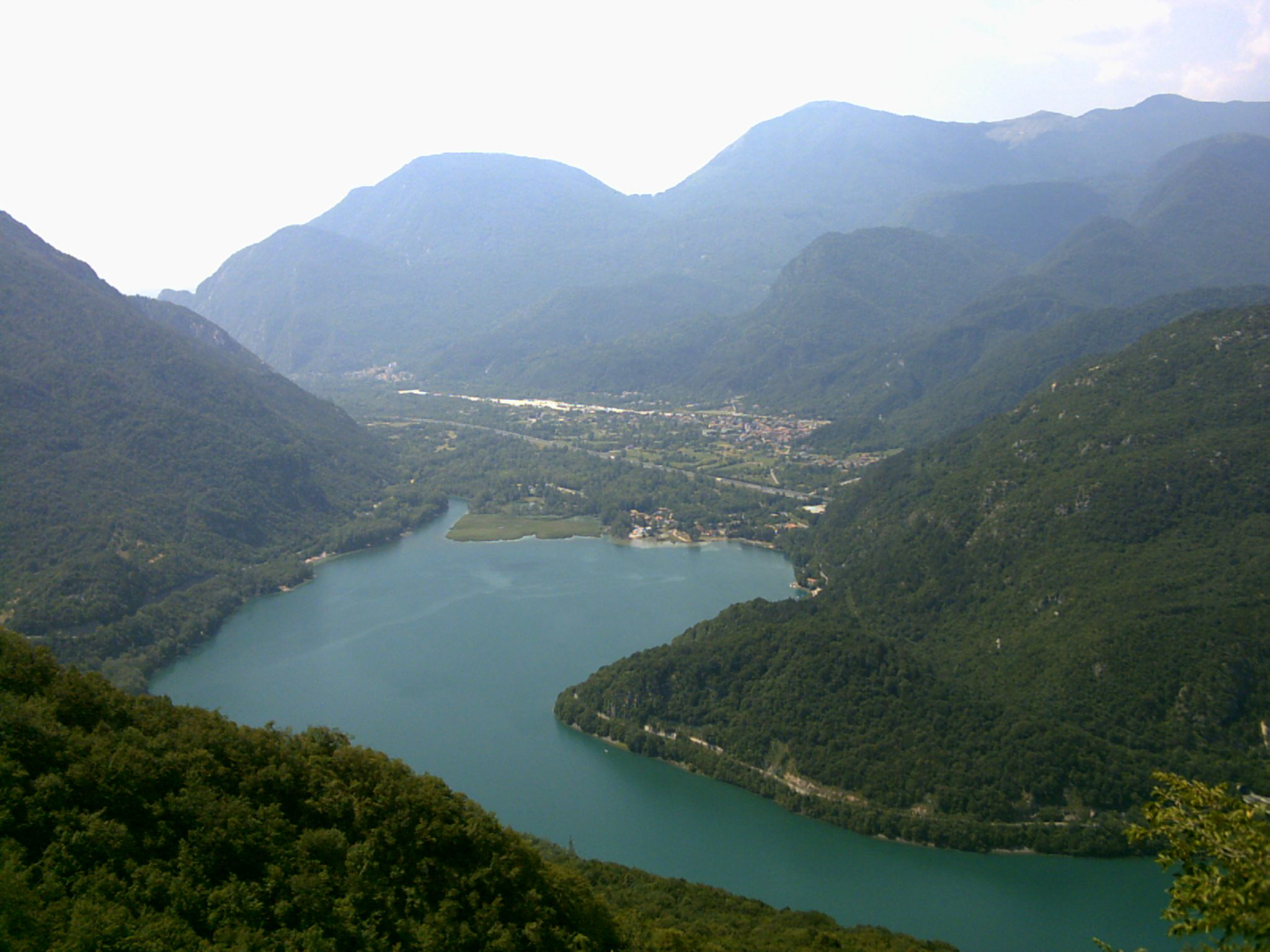
Lago di Cavazzo
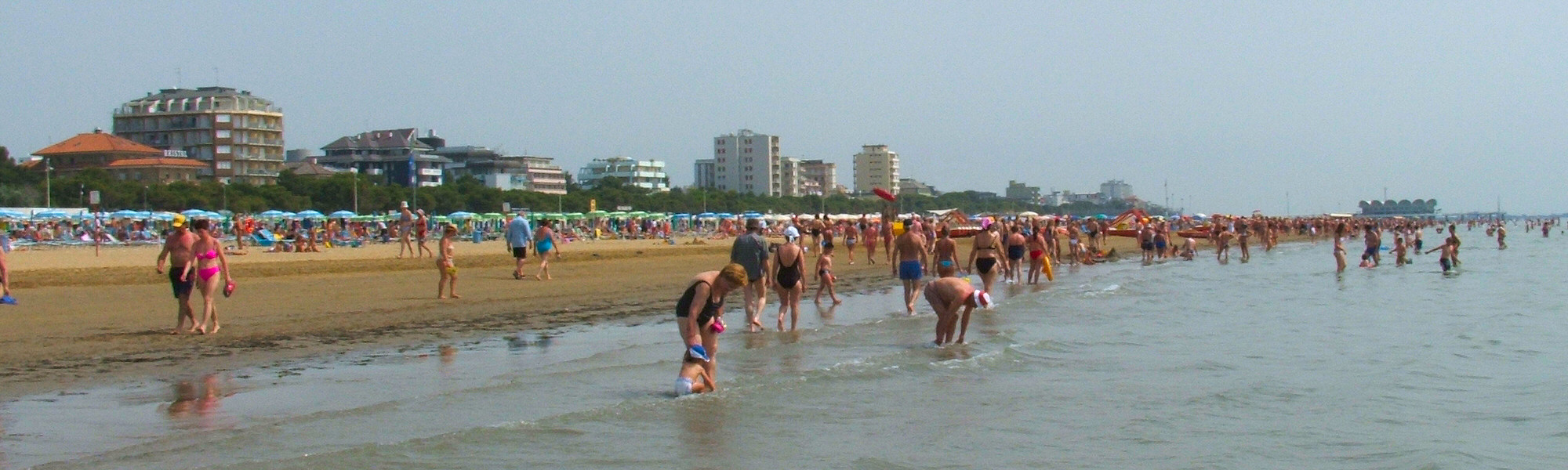
Lignano Sabbiadoro
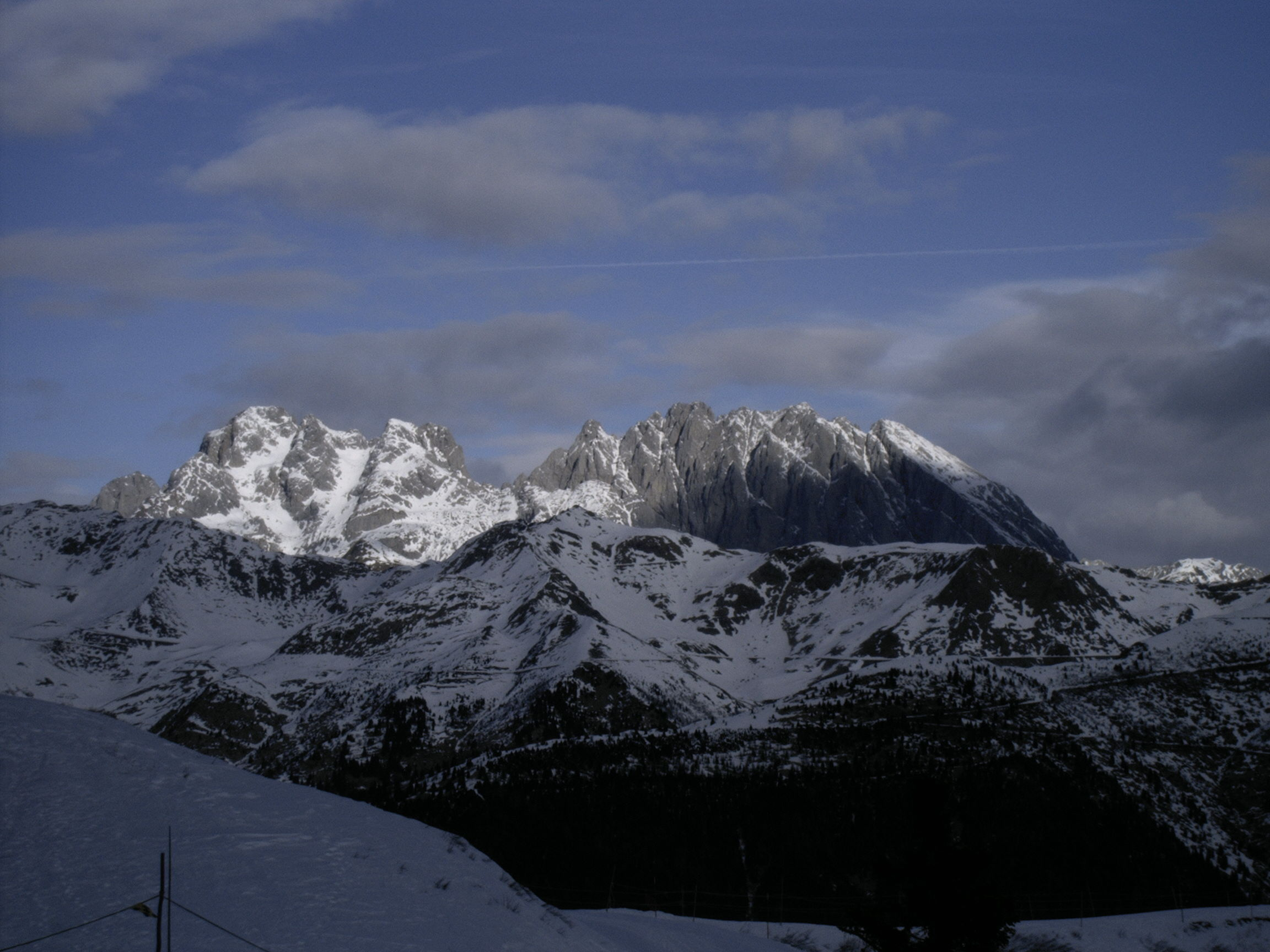
Monte Coglians
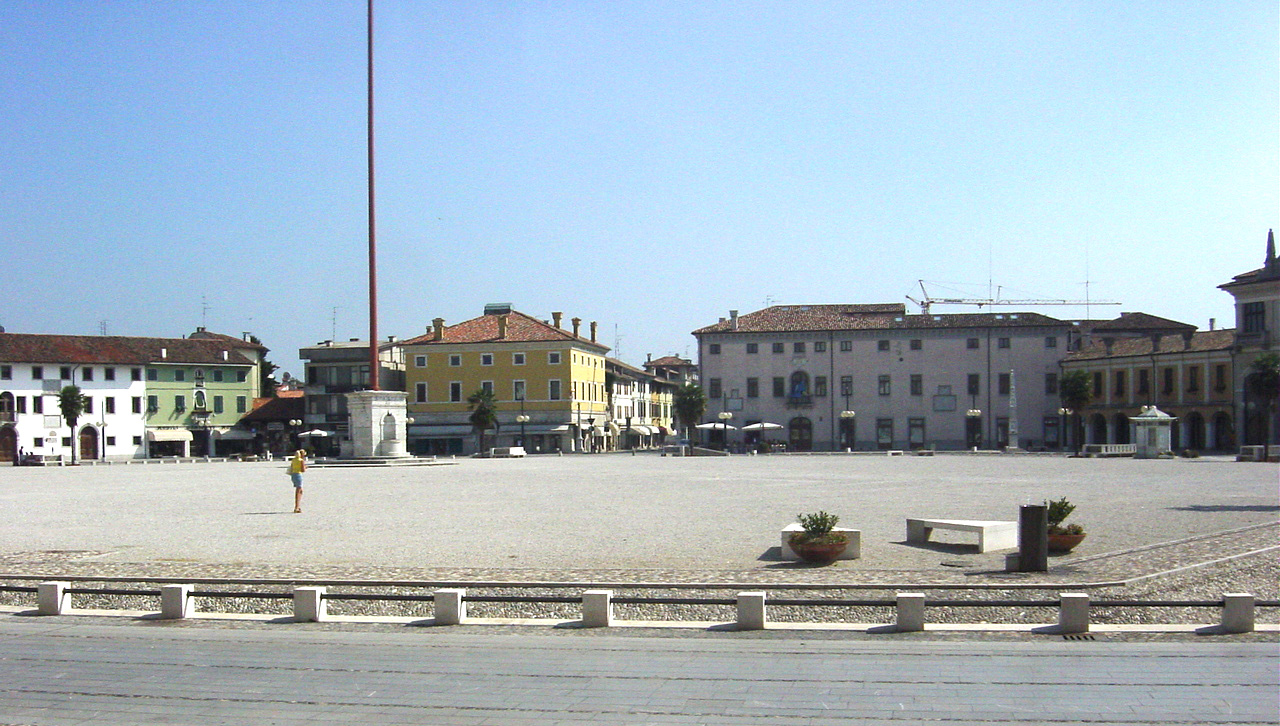
Palmanova
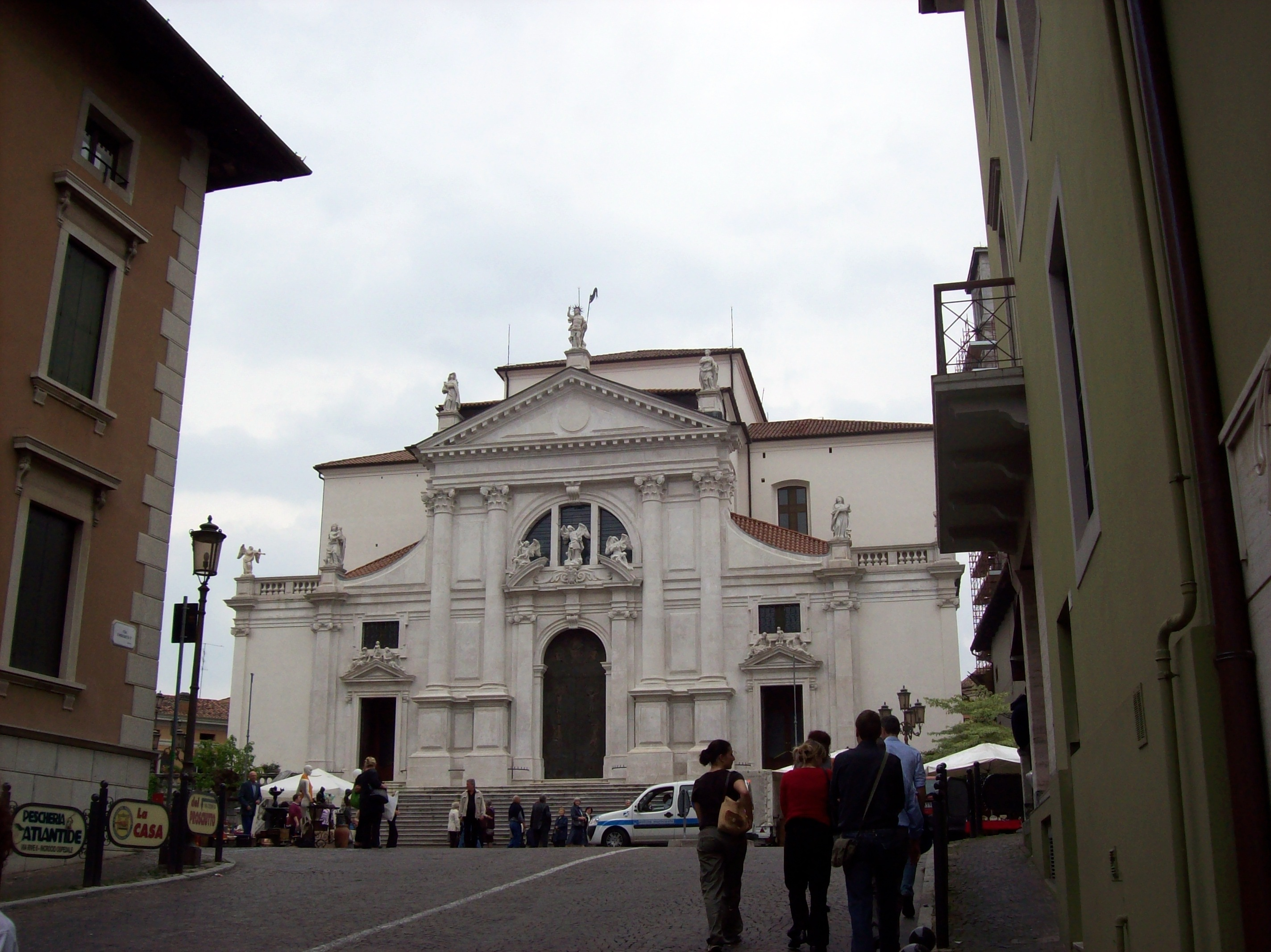
San Daniele del Friuli
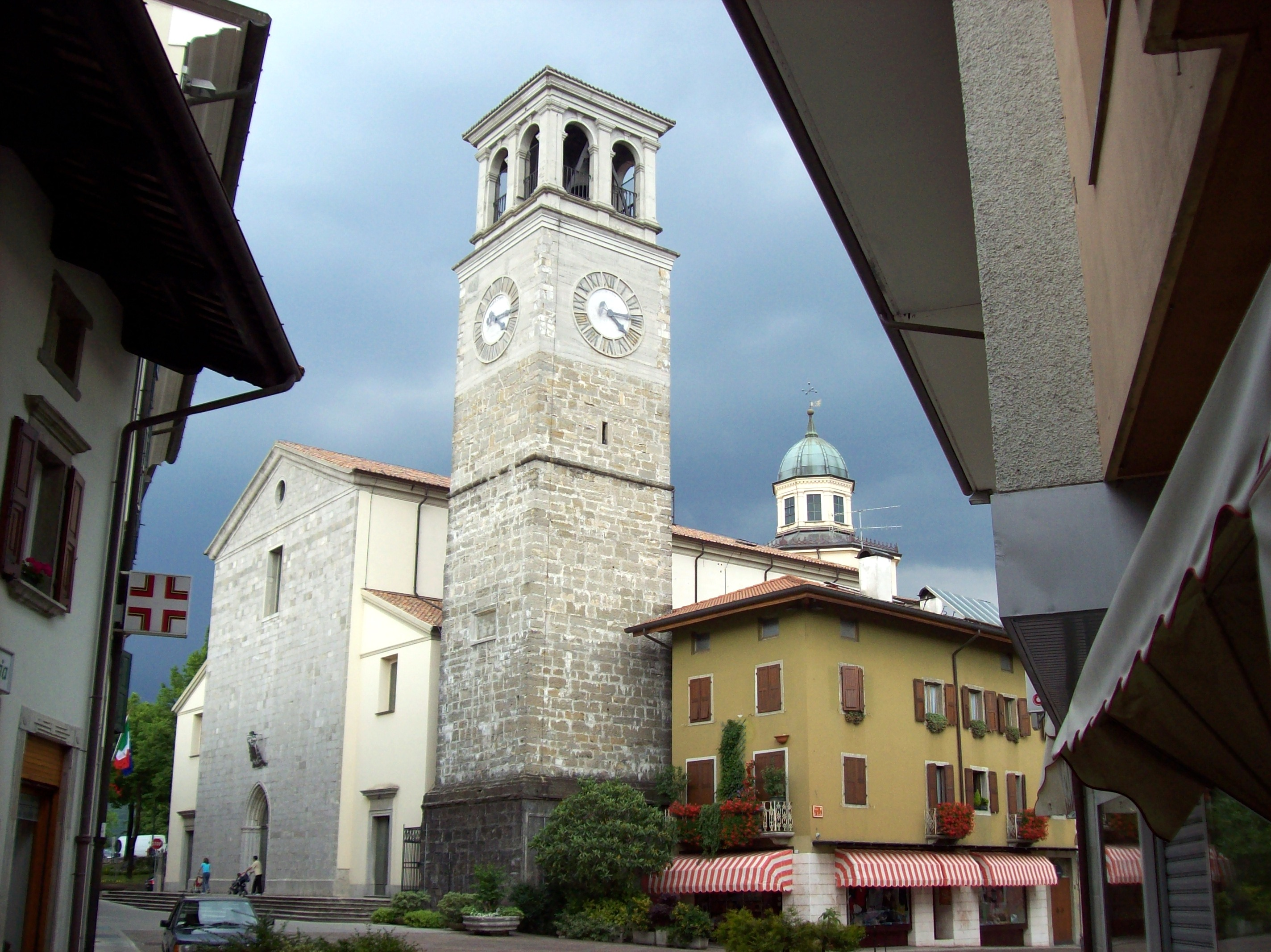
Tarcento
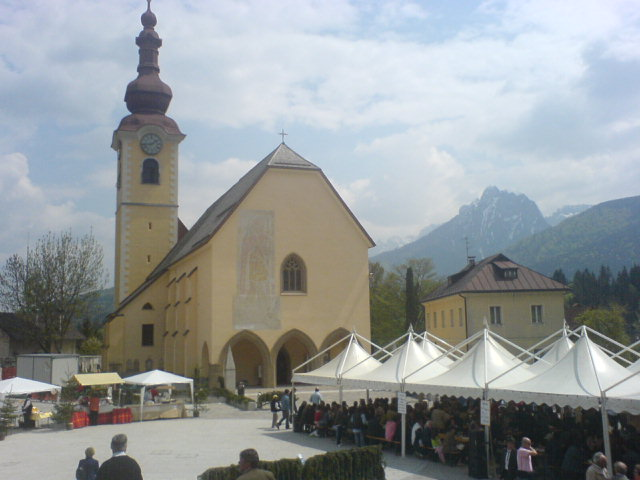
Tarvisio
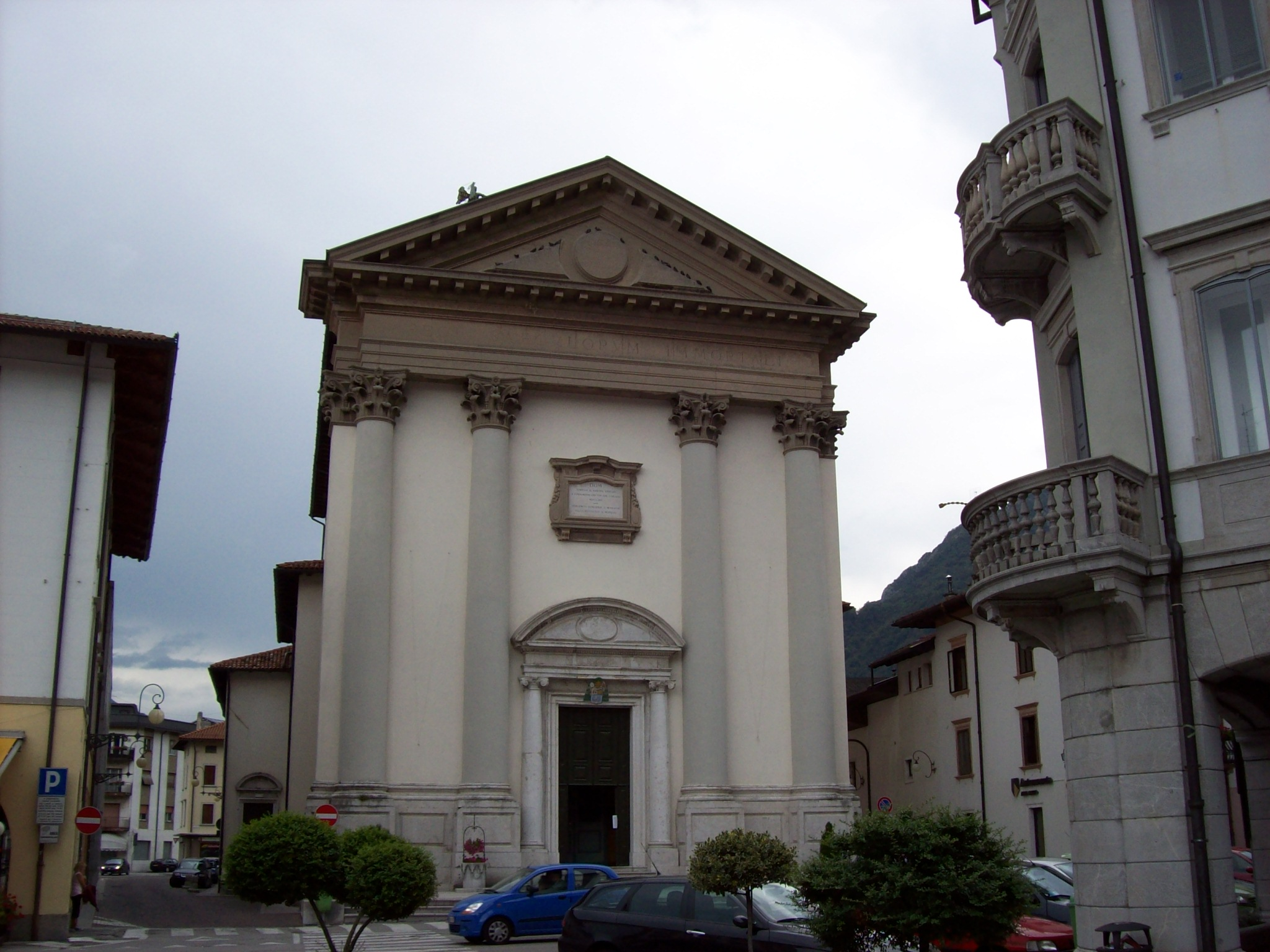
Tolmezzo